# Minamoto no Yorimasa
Minamoto no Yorimasa (源 頼政?; 1104 – 20 giugno 1180) è stato un militare e poeta giapponese membro del clan Minamoto, conosciuto anche con il nome di Genzanmi (源三位?) per la sua appartenenza al rango ju san-mi.
È noto per aver guidato l'esercito nipponico durante la guerra Genpei (1180-1185), che vide contrapposti il clan Minamoto e il clan Taira. Fu il primo di cui si abbia traccia a mettere in pratica il rituale del seppuku, il suicidio praticato dai samurai per sfuggire ad una morte disonorevole per mano dei nemici.

## Biografia
Yorimasa era discendente di Minamoto no Yorimitsu e apparteneva al gruppo Settsu Genji. Era un samurai che operava alla Corte Imperiale; era vicino ai Sekkan-ke che lo appoggiavano nelle sue attività nelle ex-province denominate Kinnai e avanzava di carriera col passare del tempo. Operava a Watanabe nella provincia di Setsu (attuale quartiere Chūō-ku di Osaka) come Ōchi Shōgo (guardia imperiale) presso la famiglia Watanabe, appartenente al gruppo Saga Genji. Minamoto no Yorimitsu, antenato di Yorimasa, era stato un illustre poeta che spesso interagiva con i Kuge (nobili). Anche i suoi figli furono coinvolti nella composizione dei waka. Yorimasa era uno di loro e più tardi pure lui sarebbe stato riconosciuto come celebre poeta.
I documenti storici riguardanti l'adolescenza di Yorimasa sono scarsi. Si sa che accompagnò il padre Nakamasa nel nuovo posto di lavoro quando fu nominato Governatore di Shimōsa, e che gli successe come capofamiglia durante l'era Hōen (1135–1140). Successivamente ottenne la carica di rokui no kurōdo (ciambellano imperiale) nel secondo anno dell'era Hōen (1136). Nello stesso anno gli venne assegnato il titolo di ju go-i no ge (uno dei ranghi della nobiltà).
Yorimasa servì l'Imperatore Toba e la consorte di questi, Fujiwara no Nariko, conosciuta anche col nome di Bifukumon-in.

### Ribellione di Hōgen e Heiji
Nel 1142 l'imperatore Toba, prima di ritirarsi, costrinse il figlio regnante Sutoku (1123-1142) ad abdicare in favore di Konoe, nono figlio avuto da una diversa consorte. Alla morte di Konoe nel 1155, Sutoku sperò venisse nominato successore il proprio figlio, ma l'anno seguente, alla morte dell'imperatore Toba, dovette scontrarsi con la pari ambizione del fratellastro Masahito, quartogenito di Toba. La disputa fra le due fazioni, conosciuta come Ribellione di Hōgen, non riguardò solo il possesso del trono, ma anche la presenza del governo del chiostro, una particolare forma di governo tipica in Giappone, grazie alla quale l'imperatore continuava a regnare e a mantenere inalterato il proprio potere, pur avendo abdicato.
Dalla ribellione di Hōgen uscì vincitore Masahito che divenne imperatore il 23 agosto 1155 con il nome di Go-Shirakawa. Il 5 settembre 1158, Go-Shirakawa abdicò in favore del figlio Nijō, ma di fatto continuò a detenere il potere effettivo attraverso il governo del chiostro fino alla morte, avvenuta nel 1192. In questo periodo si alternarono gli imperatori (nominali) Nijō, Rokujō, Takakura, Antoku, e Go-Toba.
Alla fine degli anni cinquanta, durante il regno dell'imperatore Nijō (1143-1165), la situazione politica divenne estremamente confusa a causa di un nuovo conflitto che oppose i sostenitori dell'imperatore in carica, guidati dal principale dei consiglieri di Nijō, Fujiwara no Michinori, conosciuto anche come Shinzei, e quelli del padre di questi, Go-Shirakawa, guidati da Fujiwara no Nobuyori.  Nel 1159 avvenne un colpo di stato, guidato da Taira no Kiyomori in opposizione al regime di Shinzei. Quest'ultimo venne ucciso e dopo la cosiddetta ribellione di Heiji (1159-1160) che vide opporsi i clan Taiga e dei Minamoto, salì al potere Taira no Kiyomori, un leader militare noto per aver stabilito il primo governo militare samuraico nella storia del Giappone.
Minamoto no Yorimasa, alleato dell'imperatrice consorte Bifukumon-in (moglie di Toba e madre di Konoe) aveva partecipato al colpo di stato sostenendo Taira no Kiyomori, inizialmente sostenitore di Nijō. Anche Minamoto no Mitsuyasu, consigliere dell'Imperatore Nijō, si schierò con Kiyomori. Quando Nijio fu sconfitto e costretto a fuggire dalla Residenza Imperiale per stabilirsi a Rokuhara, Kyoto, Yorimasa perse i privilegi di cui aveva goduto fino a quel momento.
Nell’anno precedente alla rivolta, il secondo anno dell’Era Kyūju  (1155), Yorimasa adottò Minamoto no Nakaie (fratello maggiore di Kiso Yoshinaka), figlio maggiore di Minamoto no Yoshikata, che fu ucciso nella battaglia di Okura. L’anno successivo alla ribellione di Hōgen,  nel 1157, il fratello più giovane di Yorimasa, Yoriyuki, venne improvvisamente accusato ed esiliato e, per questo motivo, si suicidò. In seguito, Yorimasa prese con sé Muneyori, Masatsuna, e Kanetsuna, figli di Yoriyuki.

### Decano della famiglia Genji sotto il potere del clan Taira

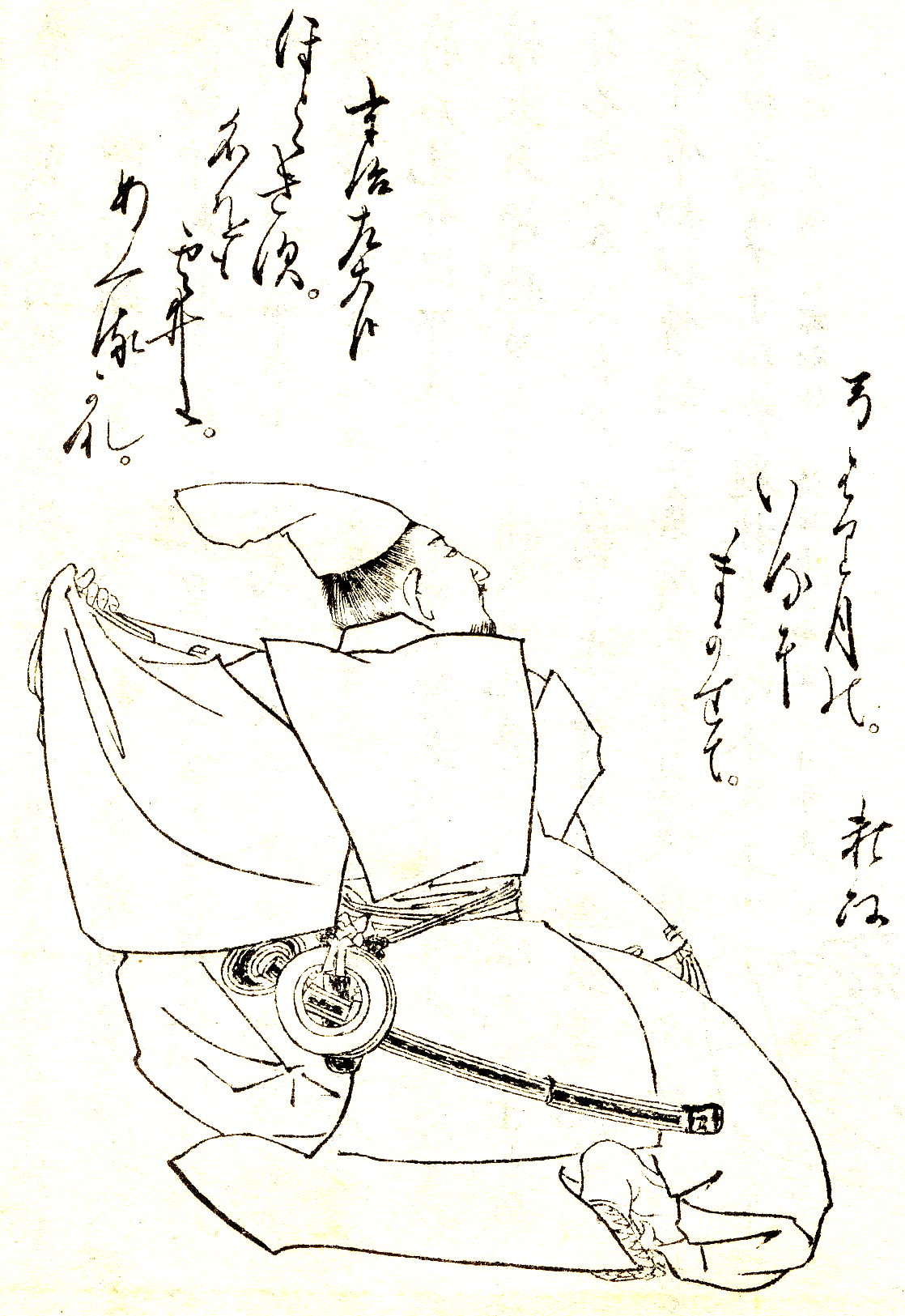
Ritratto, opera di Kikuchi Yōsai

Yorimasa era rimasto nella politica sotto l'amministrazione dei Taira e aveva occupato la posizione di Decano dei Genji (clan Minamoto). Nel 1167, secondo anno dell'era Nin'an, venne promosso a ju shi-i no ge. Lavorò come Ōchi Shōgo (guardia imperiale) con Nakatsuna per tre generazioni: Imperatore Nijō, Imperatore Rokujō e Imperatore Takakura e, pure, per le forze armate di Go-Shirakawa. Nel 1177, terzo anno dell’Era Angen, quando una grande folla di gente dell'Enryaku-ji si oppose a Saikō, vassallo imperiale, Yorimasa intervenne insieme a Taira no Shigemori mobilitando le guardie del Palazzo Imperiale.
Yorimasa era un eccellente poeta e aveva legami con personaggi illustri nel mondo della letteratura come Fujiwara no Shunzei, Shun'e e Inpumon'in no Tayū. 59 delle sue più famose poesie furono raccolte nella collezione imperiale “Shika Wakashū”. Nei suoi ultimi anni compose molte poesie riguardanti il sistema ufficiale dei ranghi. Nel 1178, secondo anno dell’Era Jishō, fu promosso dal rango shō shi-i ge a quello di ju san-mi grazie alla raccomandazione di Kiyomori.
Secondo l’”Heike monogatari”, Kiyomori aveva completamente dimenticato che il rango di Yorimasa era stato per molto tempo quello di shō shi-i ge. Quando Yorimasa scrisse questa poesia:
のぼるべきたよりなき身は木の下に 椎（四位）をひろひて世をわたるかな          『平家物語』 巻第四 「鵺」
Noborubeki tayorinaki mi wa konoshita ni shī (Shii) wo hiro hite yo wo wataru ka na          “Heike monogatari”, quarto volume “Nue”
Kiyomori si accorse del suo forte desiderio di essere elevato a ju san-mi e così lo promosse all’ambito rango. Kiyomori aveva fiducia in Yorimasa perché nel corso degli anni ebbe diversi riconoscimenti.
Anche nei documenti storici veri e propri, la sua promozione a ju san-mi era senza precedenti e, infatti, Kujō Kanezane ne parlò nel suo diario "Gyokuyō":' fatto del tutto insolito'. A quel tempo aveva 74 anni.
Nel novembre del 1179, terzo anno dell’Era Jishō, Yorimasa divenne un prete buddhista lasciando la tenuta e la famiglia al figlio Nakatsuna.

### Battaglia di Uji
In questo periodo scoppiò un conflitto tra il regime dei Taira e il governo esercitato da Go-Shirakawa. Nel 1177, primo anno dell’Era Jishō, ebbe luogo la “Cospirazione Shishigatani” e di ciò fu sospettato Go-Shirakawa, imperatore che abdicò aderendo ad un ordine buddhista,  ritenuto coinvolto nella ribellione. Poi, nel novembre del 1179, terzo anno dell’Era Jishō, Taira no Kiyomori, in disaccordo con l’imperatore abdicante, trasferì il suo esercito da Fukuhara-kyō a Kyoto, organizzò un colpo di stato, interruppe il regime di Go-Shirakawa e lo fece incarcerare. In seguito, nel febbraio del 1180, quarto anno dell’Era Jishō, Kiyomori costrinse l’Imperatore Takakura ad abdicare e a far salire al trono un bambino di tre anni, l’Imperatore Antoku, figlio dell'Imperatore Takakura e di Taira no Tokuko, figlia di Taira no Kiyomori.
Fu il Principe Mochihito (conosciuto col nome di Principe Takakura e Minamoto Mochimitsu), terzo figlio dell’Imperatore Go-Shirakawa, a non accettare molto volentieri le azioni di Kiyomori.  Fu così che divenne il figlio adottivo di Hachijoin Akiko, sorella dell’imperatore abdicante (Go-Shirakawa), come unica possibilità di ottenere la corona, ma l’ascesa al trono dell’Imperatore Antoku vanificò tutte le sue speranze. Yorimasa, allora, studiò un piano per far rovesciare i Taira con l'aiuto del Principe Mochihito.
Secondo l'Heike monogatari, Yorimasa decise di schierarsi contro Kiyomori perché Taira no Munemori, terzo figlio di Kiyomori, lo aveva insultato riguardo a uno dei cavalli del figlio primogenito Nakatsuna. Per la sua forte determinazione di guerriero decise di ribellarsi contro i Taira e una notte fece visita al Principe Mochihito nella sua residenza per incoraggiarlo ad opporsi a Kiyomori. Esiste un’altra teoria che afferma che Yorimasa, il quale servì l'Imperatore Konoe e l'Imperatore Nijō, entrambi consanguinei dell'Imperatore Toba, come Ōchi Shōgo (guardia imperiale) per diverse generazioni, non accettò di buon grado come sovrano Takakura e Antoku, che non erano in linea diretta per l'ascesa al trono, e si oppose loro. Inoltre, sempre nell'opera letteraria Heike monogatari, in cui vengono chiarite le cause del piano di ribellione di Yorimasa insieme al Principe Mochihito, è scritto che,  per il fatto di essersi ribellato il 21 maggio, si fece monaco buddhista al Tempio Mii-dera, che fosse terrorizzato dall'essere catturato dai Taira e che Mochihito cercò di fuggire.
Nell'aprile dello stesso anno, Yorimasa e il Principe Mochihito scrissero un messaggio a tutti i samurai del clan Minamoto e ai principali santuari religiosi e templi di tutto il paese per dichiarare guerra al clan Taira. Il messaggio fu inviato da Minamoto no Yukiie (decimo figlio di Minamoto no Tameyoshi). Però già nel mese di giugno, il loro piano di insorgere fu scoperto dai Taira che ordinarono ai Kebiishi (polizia imperiale) di arrestare Mochihito, ma loro non si accorsero che tra i poliziotti c’era pure Kanetsuna, figlio di Yorimasa. Ciò indicava che non si erano resi conto che Yorimasa era ancora coinvolto nella rivolta. Mochihito si rifugiò nel Tempio Mii-dera, formalmente chiamato Onjō-ji. Il 21 maggio il clan Taira assaltò il Tempio Onjō-ji. Nell'attacco era coinvolto anche il team di Yorimasa. Quella notte, Yorimasa dette fuoco alla sua stessa abitazione ed entrò nel Tempio Onjō-ji insieme ai suoi familiari, includendo Nakatsuna e Kanetsuna, per unirsi a Mochihito. Rivelarono chiaramente le loro intenzioni di opporsi ai Taira.
Il loro piano di insorgere prevedeva anche il coinvolgimento dei templi Enryaku-ji e Kōfuku-ji, oltre che quello di Onjō-ji. Tuttavia, l’Enryaku-ji prese una posizione neutrale. Nella notte del 25, allorché le forze ribelli sentirono il pericolo perfino nel Tempio Onjō-ji, Yorimasa si diresse verso il Kōfuku-ji, Nara, insieme al Principe Mochihito, ma quest’ultimo cadde da cavallo durante la ritirata finendo per fermarsi al Byōdō-in per riposare, che era lungo la strada. Fu lì che il grande esercito dei Taira attaccò.
Il giorno seguente la battaglia iniziò. Nonostante i monaci che vivevano nel tempio avessero distrutto il ponte che consentiva l'ingresso alla struttura, le forze del clan Taira riuscirono comunque a conquistarlo. Allora Yorimasa e i suoi guerrieri si barricarono nel Tempio Byōdō-in per contrastare gli attacchi del nemico in modo da permettere al Principe Mochihito di scappare, ma le milizie dei Taira erano di gran lunga più numerose di quelle di Minamoto no Yorimasa. Come risultato quest'ultimo perse la maggior parte dei suoi comandanti e soldati e alcuni dei suoi figli, tra cui Nakatsuna, Munetsuna e Kanetsuna, che morirono nel conflitto o si suicidarono. Alla fine Yorimasa si tolse la vita pure lui con la tecnica del seppuku, in quello che molti storici considerano il secondo caso registrato di suicidio di un samurai di fronte alla sconfitta, con l’assistenza di Watanabe no Tonau lasciandoci la sua “poesia della morte”. Aveva 77 anni. La suddetta poesia è la seguente:
埋もれ 木 の / 花 咲く こと も / な かり し に / 身 の なる 果て ぞ / 悲し かりける
umoregi no / hana saku koto mo / nakarishi ni / mi non naru odio zo / kanashikarikeru
Mochihito, che era riuscito a scappare, venne raggiunto e ucciso. L'alleanza tra Mochihito e Yorimasa fu un fallimento su tutti i fronti, le conseguenze del messaggio, scritto dal principe, suscitarono un grande scalpore. Infatti, Minamoto no Yoritomo, Minamoto no Yoshinaka e altri membri del clan Minamoto, insieme a molti templi, si unirono alla rivolta, che portò alla Guerra Genpei e alla successiva sconfitta e distruzione del clan Taira.
Minamoto no Hirotsuna, il figlio più giovane di Yorimasa, e Minamoto no Aritsuna e Minamoto no Naritsuna, figli di Nakatsuna, sopravvissero alla serie di scontri perché si trovavano nella provincia di Izu e si unirono all’esercito di Minamoto no Yoritomo che si scontrò con i Taira a Izu.

## Carriera
※ Calendario basato su quello giapponese antico.
- Secondo anno dell’Era Hōgen (1136)
  - 17 aprile: nominato Ciambellano.
  - 13 giugno: conferimento della carica di Jugoino-ge (uno dei ranghi della nobiltà).
- Marzo del terzo anno dell’Era Ninpei (1153): concessione di entrare a far parte della corte di Fujiwara no Nariko, conosciuta anche col nome di Bifukumon-in.
- 22 ottobre del secondo anno dell’Era Kyūju (1155): nominato Hyōgoryo, agente dell’Arsenale.
- 2 ottobre del terzo anno dell’Era Hōgen (1158): permesso di accedere nella parte più interna della Corte Imperiale.
- Quarto anno dell’Era Hōgen (1159):
  - 28 gennaio: avanzamento di rango nobiliare a Jūgoijō (stesso rango di quello precedente, ma con grado superiore) e ritiro dalla posizione di Hyōgoryo.
  - 10 dicembre del periodo Heiji: responsabile della provincia di Izu.  Sconosciuta la data del suo ritiro.
- 21 ottobre dell’Era Nin'an o Ninnan (1166):  elevamento al rango nobiliare Shōgoige. Abbandono ufficiale della carica di Hyōgoryo, agente dell'Arsenale.
- 30 gennaio del secondo anno dell’Era Nin'an, denominato anche Ninnan (1167): avanzamento ad altro rango della nobiltà: Jyushiige
- 20 novembre del terzo anno dell’Era Nin'an (1168): elevamento al rango Jyushiijō (stesso rango del precedente, ma con grado superiore).
- 14 gennaio del secondo anno dell’Era Kaō (1170): assegnatagli temporaneamente la carica di Signore dell’Ovest della capitale nipponica.
- 9 dicembre dell’Era Jōan (1171): avanzamento del rango nobiliare a Shōshii. Abbandono della carica di Signore dell’Ovest della capitale.
- 19 gennaio del terzo anno dell’Era Jōan (1173): nominato Governatore della provincia di Bingo.
- 5 febbraio del secondo anno dell’Era Angen (1175): riottenuta la carica di Signore dell’Ovest della capitale giapponese continuando altresì ad essere Governatore della provincia di Bingo.
- 25 dicembre del secondo anno dell’Era Jishō (1178): avanzamento ad altra carica nobiliare: Jyusanmi.
- 28 novembre del terzo anno dell’Era Jishō (1179): divenuto monaco.
- 26 maggio del quarto dell’Era Jishō (1180): giorno della sua morte. Nome buddista postumo: Rengeji Kenhō Sawayama no Yoriyuki.

## Leggende

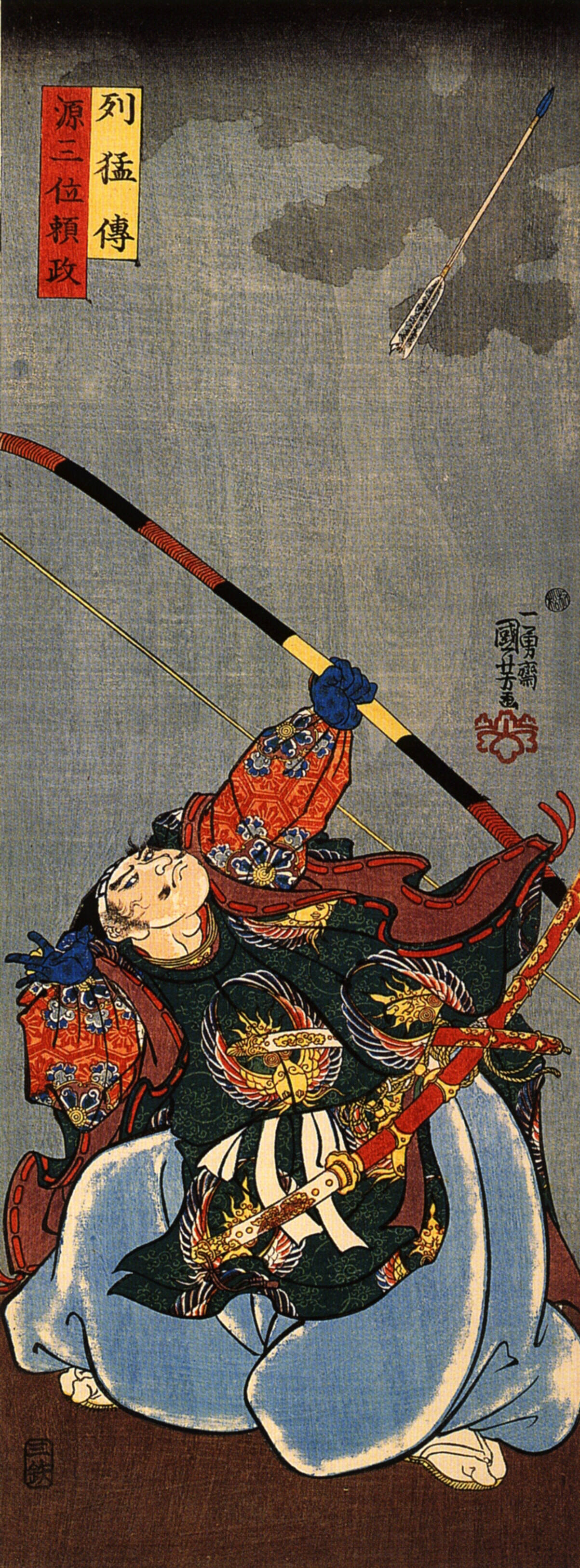
Genzami Yorimasa (Retsu Takeshiden di Utagawa Kuniyoshi)

### Storie dell'Heike Monogatari
Romanzo: Heike monogatari
Nell’opera classica “Heike monogatari” è stata scritta una storia su un mostro chiamato Nue. Secondo questo racconto,  l’Imperatore Konoe aveva incubi ogni notte che lo portarono ad ammalarsi. Per guarirlo, Minamoto no Yoshiie, nonché Minamoto no Yorimasa, capo del clan Genji, il quale portava con sé un arco, appena fuori dal palazzo imperiale gridò con tutta la potenza della sua voce: “Minamoto no Yoshiie, governatore di Mustu!”.
In attesa dell’arrivo di un valoroso samurai, fu scelto, all'interno del suo stesso clan, Yorimasa, guerriero dalle eroiche gesta militari. Nel cuore della notte proprio mentre Yorimasa proteggeva il giardino imperiale, da nord-est giunsero nuvoloni neri che portarono con sé il demone Nue, il cui aspetto era composto da diversi parti di animali: la testa di una scimmia, il corpo di un cane procione, le zampe di una tigre e la coda di un serpente. Yorimasa scagliando una freccia col suo arco, e con l’aiuto della katana del suo seguace Ino Hayata, fece cadere dal cielo il mostro. Una volta sconfitto, Yorimasa prese il suo corpo, lo fece in tanti pezzi, li ripose poi in una barca fatta di bambù e li gettò infine nel Mar del Giappone. In seguito a quel fatto l’imperatore si ristabilì in breve tempo.
La leggenda sostiene inoltre che a Yorimasa fu data dalla Corte Imperiale la “Shishiou”, una tachi, offertagli come ricompensa del suo coraggio per aver ucciso il mostro.

## Luogo di sepoltura

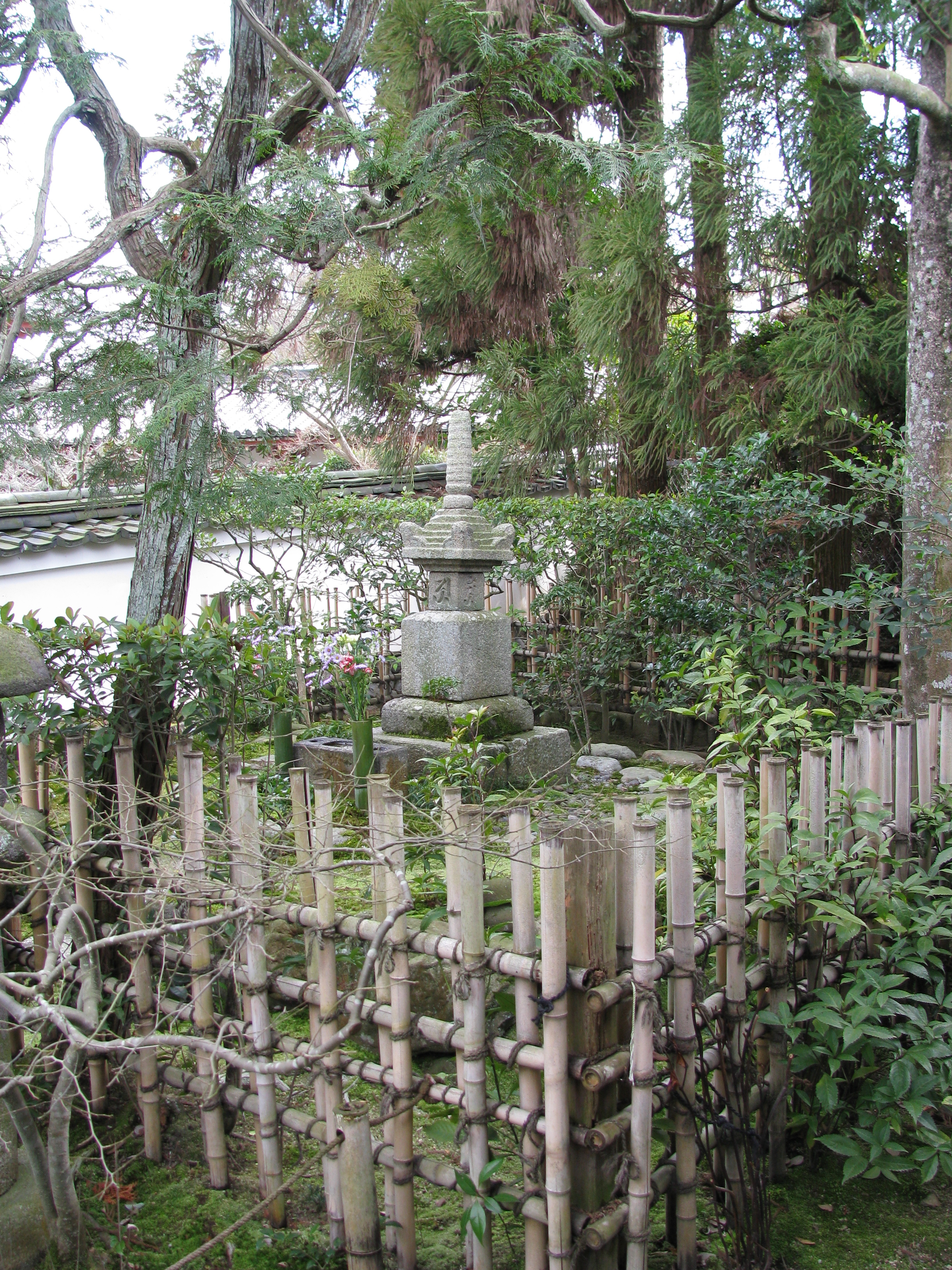
Tomba di Minamoto no Yorimasa (Tempio Byōdō-in e Tempio Saishō-in)

Il luogo di sepoltura più conosciuto è situato nel Tempio Byōdō-in nella città di Uji (prefettura di Kyoto).  Il 26 maggio, giorno della commemorazione di Yorimasa, si celebra la relativa cerimonia religiosa buddhista.
Ve ne sono altri come il Tempio Rengeji (Seki, prefettura di Gifu), dove è stata tramandata la leggenda di Ino Hayata, vassallo di Minamoto no Yorimasa, che seppellì la testa di Yorimasa nelle terre di Minamoto no Kuninao, suo zio. C’è anche il Tempio Yorimasa, situato a Koga nella prefettura di Ibaraki, dove è collocato il suo tumulo (altra leggenda riguardante il luogo dove possa essere sepolta la sua testa); è tradizione credere che il suo servitore, facente parte del clan Shimokobe, onori il padrone. Altra tomba di Yorimasa è posta a Kameoka nella prefettura di Kyoto. Inoltre, non è chiara la relazione stretta tra Yorimasa e la sua tomba collocata nel Tempio Choumyou-ji a Nishiwaki nella prefettura di Hyōgo.

### Templi scintoisti dedicati a Minamoto no Yorimasa
Ci sono diversi templi nelle province vicine a quella del Kantō. In generale sono dedicati a Minamoto no Yorimasa, come antenato del clan Ōkouchi (ex signore feudale).
- Tempio Toyoki – città di Toyohashi, prefettura di Aichi
- Tempio Yorimasa – città di Takasaki, prefettura di Gunma
- Tempio Yorimasa -  città di Koga, prefettura di Ibaraki
- Tempio Yorimasa – città di Ryūgasaki, prefettura di Ibaraki

### Templi in cui si prega Yorimasa
- Tempio Honkō – città di Ichikawa, prefettura di Chiba

## Albero genealogico
Pronipote di Minamoto no Yorimitsu, figlio primogenito di Minamoto no Nakamasa (secondo figlio di Minamoto no Yoritsuna, discendente del clan Minamoto). Appartenente alla ramificazione Tada, successione di Tada no Shō, e a quella di Settsu, prendendo in considerazione il rango, la carica di ufficiale e il fatto di essere il primogenito della famiglia.
- Padre: Minamoto no Nakamasa – secondo figlio di Minamoto no Yoritsuna
- Madre: figlia di Fijiwara Tomomi – originaria del rango nobiliare Fujiwara Nanke
- Fratelli
  - Minamoto no Yoriyuki – fratello minore nato dalla stessa madre. Suicidatosi nel secondo anno dell’Era Hōgen (1157)
  - Minamoto no Mitsushige – Saburo Fukaso. In origine il vero nome era Minamoto no Mitsunobu (Mino Genji), ma successivamente fu adottato come figlio adottivo da Nakamasa.
  - Minamoto no Yasumasa – figlio adottivo di Ikeda Matsusada ereditando il cognome del clan Ikeda. Cambiamento del nome e cognome in Osamu Matsusei. Da bambino possedeva anche i seguenti nomi: Ki no Tomomitsu e Ki no Mochimasa.
  - Hōshōji Donomikawa – moglie di Fujiwara no Tadamichi. Poetessa.
  - Kōgōmiya Mino – dama di corte della principessa Reishi. Poetessa.
  - Moglie di Fujiwara no Tsunesada (carica di Chūnagon, cioè consigliere del secondo rango nella Corte Imperiale)
- Mogli: Figlia di Minamoto no Masayori – originaria della linea di Minamoto no Mitsumasa, appartenente a Seiwa Genji (uno dei rami del clan Minamoto). Nella realtà la moglie di Yorimasa è la nipote di Masayori, non la figlia.
  - Minamoto no Nakatsuna – figlio legittimo di Yorimasa. Poeta. Morto insieme al padre nella Battaglia di Uji.
  - Nijōin no Sanuki – poetessa. Moglie di Fujiwara no Shigeyori, (componente del Ministero della Casa Imperiale), parte della famiglia Hamuroke.
- Concubina: Ayame no Mae – luogo di nascita a Izunagaoka Kona[8]. Originariamente era la moglie di Tobain. Ha avuto due figli con Yorimasa. Dopo la Ribellione di Heiji, fuggì nel distretto di Kamo in provincia di Aki dove si fece monaca e lì morì[9].
- Madre biologica: sconosciuta
  - Minamoto no Yorikane – gokenin (samurai di basso livello presso lo shogunato Kamakura) con la carica di Ōuchi Shugo, difensore del Palazzo Imperiale.
  - Minamoto no Hirotsuna – figlio più giovane di Yorimasa. Gokenin (samurai di basso livello presso lo shogunato Kamakura).
  - Minamoto no Yoritaka – Ajari, maestro nel Buddhismo esoterico
  - Minamoto no Mikoto – Ajari, maestro nel Buddhismo esoterico
  - Figlia: moglie di Fujiwara no Takayasu, con la carica di Ukyou no daibu e componente della famiglia Shijyōke.
  - Figlia: moglie di Fujiwara no Kenjō, il quale fu nominato Taikōtaigōgū-ken daishin e appartenente al sottogruppo Kanjuji, ramo Hokke, uno dei principali del clan Fujiwara.
  - Figlia: moglie di Murakami Tsunenari – Ministro di Centro e componente della famiglia Shina no Murakami.
- Figli adottivi
  - Minamoto no Kunimasa – figlio di Minamoto no Kuninao (zio). Discendente della famiglia Yamagata.
  - Minamoto no Muneyori – figlio di Minamoto no Yoriyuki (fratello minore). Discendente della famiglia Oguni.
  - Minamoto no Masatsuna – figlio di Minamoto no Yoriyuki (fratello minore).
  - Minamoto no Kanetsuna - figlio di Minamoto no Yoriyuki (fratello minore). Morto in battaglia insieme a Yorimasa nella Battaglia di Uji.
  - Minamoto no Nakaie – figlio legittimo di Minamoto no Yoshikata. Morto in battaglia insieme a Yorimasa nella Battaglia di Uji.
- Cugini
  - Minamoto no Yukikuni – in successione del sottogruppo Tada del ramo Settsu, il quale apparteneva a quello del clan Minamoto.
  - Fujiwara no Akinori – figlia di Minamoto no Moriko (zia da parte di padre). Discendente del clan Uesugi
  - Fujiwara no Norisue – cugino da parte di madre.

## Vassalli
Su Yorimasa si conoscono varie informazioni riguardanti i suoi vassalli. In una di queste si afferma che Yorimasa ebbe come quartiere generale un’area vicino a Watanabe nella provincia di Settsu (zone nei pressi dell’attuale Osaka, prefettura di Osaka), mentre la famiglia dello zio di Yorimasa ereditò il territorio di Tada no shō, il centro del ramo Settsu. Inoltre, è noto il fatto che il clan Watanabe, gruppo di samurai che si formarono nella stessa zona, a Watanabe, servì Minamoto no Yorimasa come la più importante famiglia di vassalli. Si è venuti a conoscenza altresì che il clan Shimokobe, che costruì la residenza Shimokobe-no-sho nel feudo Hachijo-in, nella provincia di Shimōsa, servì pure Yorimasa con la stessa qualifica.
Riguardo ai suoi rapporti con il clan Shimokobe, definito come una famiglia di samurai proveniente dalla parte orientale del Giappone, si ritiene che la relazione tra padrone e servitore fosse iniziata dalla fondazione di Shimokobe-no-sho dopo che Yorimasa si era recato nella provincia di Shimōsa insieme al padre Nakamasa nominato Shimōsa no Kami (Governatore della provincia di Shimōsa).

## Discendenti
- Clan Shimotsuma
Nella famiglia Shimotsuma sono presenti i discendenti dei figli maggiori: il figlio ed erede di Minamoto no Nakatsuna e il figlio e il successore di Minamoto no Munetsuka. Il clan Shimotsuma ha servito il Tempio Hongan-ji come la principale famiglia di vassallii e ha avuto un ruolo fondamentale nella rivolta contro la setta Ikko nell’epoca Sengoku; poi nel periodo Edo Shigetoshi Ikeda, uno dei discendenti del clan Shimotsuma, ha ottenuto dalla propria famiglia diecimila koku e conseguentemente divenne daimyō.
- Clan Oikawa
Oikawa Naritsuna, nipote di Yorimasa, è conosciuto come Izu-kanja Naritsuna o Saemon-no-jo Moritsuna, che è il fratello minore di Mianmoto no Munetsuna e di Minamoto no Aritsuna. Naritsuna era in possesso della villa padronale Oikawa a Kinosaki, distretto situato nella provincia di Tajima, e da quel momento ha cominciato a usare, come nome per il suo clan, Oikawa. Inoltre, anche Minamoto no Masatsugu, fratellastro di Minamoto no Nakatsuna (da parte di madre), da allora ha iniziato a utilizzare lo stesso nome Oikawa, quindi si sono formati due clan che avevano lo stesso nome.
- Clan Ōta e Clan Kajiwara
I discendenti del figlio più giovane di Minamoto no Hitrotsuna fanno parte del clan Ōta. Tra i discendenti Ōta si possono trovare Ōta Sukeie, nipote di Ōta Dōkan il quale ha servito la famiglia Ōgigayatsu Uesugii-ke, e suo figlio Ōta Sukeyori. Fra i figli di Sukeyori vi sono Ōta Sukeaki e Ōta Sukemasa. Sono presenti perfino: Ōta Ujisuke, primogenito di Ōta Sukemasa, e Kajiwara Masakage, secondogenito. Oltre a ciò, si aggiungono alla discendenza: Ōta Sukemoto, che divenne un Rōjū (funzionario governativo con il grado più alto) dello shogunato Edo, e Ōta Seizaemon, capo dei servitori del clan Mito.
- Clan Ōkōchi
Akitsuna, figlio di Minamoto no Kanetsuna (figlio adottivo di Minamoto no Yorimasa), ha iniziato a usare il nome Ōkōchi. Nel periodo Edo Matsudaira Nobutsuna ha preso il soprannome di Chie-Izu per il suo ingegno.
- Clan Inoko
I fratelli Inoko Hyōsuke e Inoko Kazutoki, comandanti militari, nell’epoca Sengoku hanno affermato di essere discendenti di Yorimasa.
- Clan Baba
Anche il clan Baba, che ha generato Baba Nobuharu, uno dei quattro saggi vassalli di Takeda Shingen della provincia di Kai, oggigiorno è diventata la prefettura di Yamanashi, pare che discenda da Yorimasa.

## Presenza nella cultura di massa
- Yoshitsune - serie televisiva (2005), interpretato da Tetsurō Tamba.